# S/2003 J 10
القمر S/2003 J 10 هو قمر طبيعي غير نظامي يتحرك بحركة تراجعية تابع لكوكب المشتري.
و ينتمي هذا القمر إلى مجموعة كارم المكونة جميعها من أقمار غير نظامية وتتحركة بحركة تراجعية دائرة حول المشتري على مسافة تتراوح بين 23 و 24 جيجامتر وزاوية ميلان تبلغ تقريباً 165°.

## اكتشافه
اكتشف هذا القمر فريق من علماء الفلك من جامعة هاواي بقيادة سكوت شيبارد في عام 2000 للميلاد، وتمت تسميته مؤقتاً بالاسم S/2003 J 10 

## خصائصه
يدور هذا القمر حول كوكب المشتري على مسافة متوسطة تبلغ 22,731 ميغامتر في 700.129 يوماً، بزاوية ميل يبلغ قدرها 164 درجة في اتجاه (°166 من خط الاستواء في المشتري) حسب مسير الشمس مع شذوذ مداري يبلغ قدره 0.3438.
و يبلغ قطر هذا القمر حوالي كيلومترين.